# Declaration (Album)
Déclaration ist ein Studioalbum des französischen Chansonisten Georges Moustaki. Es erschien 1973 als 12"-LP bei Polydor.

## Hintergrund
Der Albumtitel bezieht sich auf den Eingangstitel Déclaration, in dem Moustaki den "Zustand des absoluten Glücks" ausruft. Er bezieht sich damit auf die wenig aussichtsreichen Prognosen des Club of Rome über die Zukunft des Planeten und ruft zum Optimismus auf. Die darauf Bezug nehmende, kindlich anmutende Illustration auf dem Albumcover sowie die weiteren Buntstiftzeichnungen auf der Hülle stammen von Georges Moustaki selbst.

## Aufnahmen
Für die Studioaufnahmen wurde der Polydor-Produzent Jacques Bedos verpflichtet, der bereits für den musikalischen Erfolg von Serge Reggiani und Maxime Le Forestier verantwortlich zeichnete. Arrangiert wurden die Titel von dem französischen Swing-Klarinettisten Hubert Rostaing. Die Aufnahmen wurden zudem durch die Mitwirkung von renommierten Instrumentalisten wie dem Jazz-Cellisten Jean-Charles Capon bereichert.
Auffällig sind auch die sich durch das Album ziehenden südamerikanischen Einflüsse, die durch die Zusammenarbeit mit brasilianischen Gastmusikern besonders bei den Titeln Le quotidien und Les eaux de Mars zum Ausdruck kommen. Moustaki, der vor Beginn der Aufnahmen durch Brasilien tourte, kam dort erstmals mit dem Bossa Nova und der musikalisch-politischen Bewegung Tropicalismo in Berührung. Von beidem fasziniert, schrieb er mit Les eaux de Mars eine französische Version von Antônio Carlos Jobims Aguas de Março. Mit brasilianischen Musikern wie Elis Regina, Chico Buarque, Gilberto Gil und Paula Morelenbaum pflegte er fortan über viele Jahre Kontakt.

## Rezeption
Auf die Veröffentlichung von Déclaration folgte eine Welttournee, unter anderem mit Stationen in Japan, Kanada und den Vereinigten Staaten, wo Moustaki mit Band in der New Yorker Carnegie Hall auftrat. Der für das Album erstmals aufgenommene Titel Nadjejda avancierte zu einem von Moustakis beliebtesten Liedern und gehört nach wie vor zu den bekanntesten französischen Chansons.

## Titelliste
| Nr. | Seite | Titel                         | Urheber                                   | Dauer |
| --- | ----- | ----------------------------- | ----------------------------------------- | ----- |
| 1   | A     | Déclaration                   | G. Moustaki                               | 3:38  |
| 2   | A     | Les enfants d’hier            | G. Moustaki                               | 4:30  |
| 3   | A     | Nadjejda                      | G. Moustaki                               | 3:10  |
| 4   | A     | Le quotidien                  | G. Moustaki, Vinicius de Moraes, Toquinho | 3:30  |
| 5   | A     | Why                           | G. Moustaki                               | 2:47  |
| 6   | B     | Les eaux de Mars              | G. Moustaki, Antônio Carlos Jobim         | 3:36  |
| 7   | B     | Nos quinze ans                | G. Moustaki                               | 2:47  |
| 8   | B     | Xu xu beleza                  | G. Moustaki                               | 3:00  |
| 9   | B     | L’apolitique                  | G. Moustaki                               | 2:05  |
| 10  | B     | Ballade pour cinq instruments | G. Moustaki                               | 4:23  |